# Centro Industrial Nuclear de Aramar

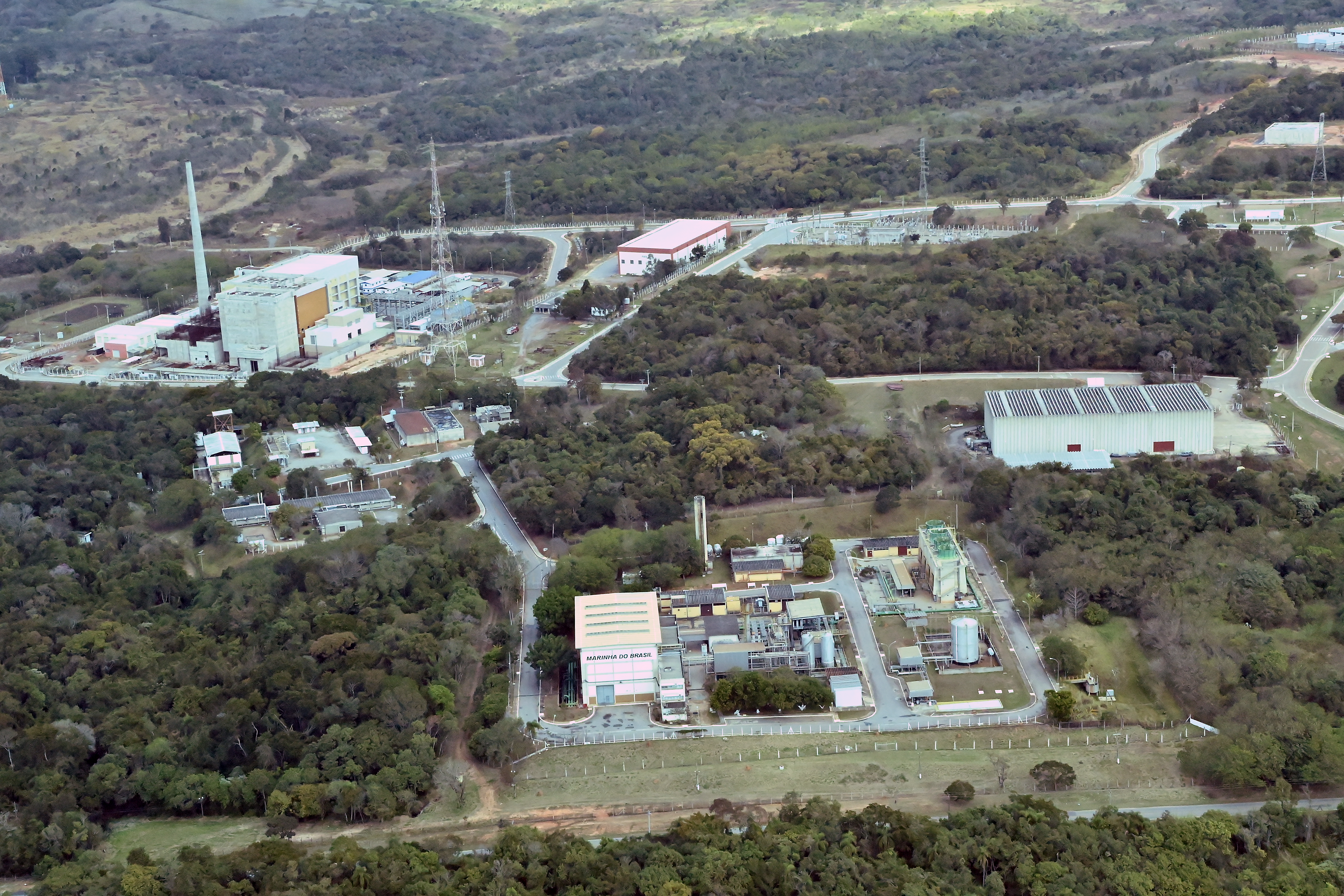
Fotografia aérea do complexo

O Centro Industrial Nuclear Aramar (CINA) ou Centro Experimental Aramar (CEA) localiza-se no distrito de Bacaetava, município de Iperó, região de Sorocaba, no estado de São Paulo.
Responsável pelo desenvolvimento de pesquisas nucleares da Marinha do Brasil, ali funcionam o Laboratório de Enriquecimento Isotópico e a Usina de Demonstração de Enriquecimento (USIDE), onde são realizados os testes de enriquecimento de urânio.

## Prêmio Esso de 1997
Pela reportagem Aramar teve acidentes radioativos (Jornal do Brasil, edição de 28 de dezembro de 1996) Tania Malheiros ganhou o Prêmio Esso de jornalismo em 1997, na categoria Informação Científica, Tecnológica e Ecológica.
A repórter foi merecedora do Prêmio Esso por ter denunciado um vazamento de gás de urânio, que contaminou funcionários no complexo do Centro Experimental Aramar, no interior de São Paulo. Ela teve acesso exclusivo a um relatório que comprovava o despreparo do Centro Experimental da Marinha do Brasil para controlar o material radioativo. Com chamada na primeira página a matéria teve grande destaque e repercussão.